# Manuel Díaz Martínez
Manuel Díaz Martínez (Santa Clara, 13 de septiembre de 1936-Las Palmas de Gran Canaria, 17 de junio de 2023) fue un poeta, periodista y diplomático cubano de nacimiento, posteriormente nacionalizado español. Fue miembro correspondiente de la Real Academia Española.

## Biografía
Fue diplomático en Bulgaria, investigador del Instituto de Literatura y Lingüística de la Academia de Ciencias de Cuba, redactor-jefe del suplemento cultural Hoy Domingo (del diario Noticias de Hoy de La Habana) y de La Gaceta de Cuba de la Unión Nacional de Escritores y Artistas de Cuba (UNEAC). 
Fue uno de los firmantes en 1991 de la Declaración de los intelectuales cubanos (más conocida como Carta de los diez), una carta abierta a Fidel Castro de diez escritores cubanos en la que le solicitaban la democratización del régimen.
Dirigió la revista Encuentro de la Cultura Cubana y fue miembro del consejo editorial de la Revista Hispano-Cubana, editadas en Madrid.
Poseía ciudadanía española y desde 1992 residía en Las Palmas de Gran Canaria.
Manuel Díaz Martínez falleció el 17 de junio de 2023, víctima de un cáncer colorrectal, a los 86 años.

## Obra publicada
Publicó catorce libros de poemas, además de otros géneros.
- 2002: Solo un leve rasguño en la solapa, memorias (Logroño, AMG Editor) .
- 2002: Poemas Cubanos del Siglo XX, antología (Madrid, Hiperión).
- 2005: Paso a nivel (Madrid, Editorial Verbum), poesía.
- 2005: Un caracol en su camino, antología (Cádiz, Editorial Aduana Vieja, 2005) que recoge gran parte de su obra poética.

Una selección de sus poemas fue publicada en 2001, en edición bilingüe castellano-italiano, por la editorial Bulzoni, de Roma.
Es autor de dos ediciones comentadas de las Rimas de Gustavo Adolfo Bécquer (La Habana, Arte y Literatura, 1982; Madrid, Akal, 1993) y de una edición (Verbum, 1996) de las cartas que Severo Sarduy le envió a La Habana.
Poemas suyos aparecen en numerosas antologías publicadas en diversos países y han sido traducidos a más de una decena de idiomas.

## Premios
En 1967, su libro Vivir es eso obtuvo el Premio de Poesía Julián del Casal, de la Unión de Escritores y Artistas de Cuba.
En 1994 le fue concedido el Premio Ciudad de Las Palmas de Gran Canaria por su libro Memorias para el invierno.
En 2006, el Centro Cultural Cubano de Nueva York le otorgó la «Medalla La Avellaneda», en reconocimiento a su aporte a la cultura cubana.